# Olav Kooij
Olav Kooij (ur. 17 października 2001 w Numansdorp) – holenderski kolarz szosowy.

## Osiągnięcia
Opracowano na podstawie:

2018
- 1. miejsce w Pucharze Prezydenta Miasta Grudziądza
  - 1. miejsce w klasyfikacji młodzieżowej
  - 1. miejsce w klasyfikacji punktowej
  - 1. miejsce na etapach 1b i 4.

2019
- 1. miejsce na 3. etapie SPIE Internationale Juniorendriedaagse
- 1. miejsce na 1., 3. i 5. etapie Tour de DMZ

2020
- 2. miejsce w Ster van Zwolle
- 1. miejsce w Trofej Umag
- 1. miejsce w Trofej Poreč
- 1. miejsce w GP Kranj
- 1. miejsce na etapie 1a Settimana Internazionale di Coppi e Bartali
- 1. miejsce w Orlen Wyścigu Narodów
  - 1. miejsce na 1. (jazda drużynowa na czas) i 2. etapie
- 3. miejsce w mistrzostwach świata U23 (start wspólny)

2021
- 1. miejsce w klasyfikacji punktowej Tour of Croatia
  - 1. miejsce na 2. i 4. etapie
- 3. miejsce w Giro del Piemonte

2022
- 1. miejsce w Circuit de la Sarthe
  - 1. miejsce w klasyfikacji młodzieżowej
  - 1. miejsce na 2. i 4. etapie
- 1. miejsce na 1. etapie Tour de Hongrie
- 1. miejsce w ZLM Tour
  - 1. miejsce w klasyfikacji młodzieżowej
  - 1. miejsce w klasyfikacji punktowej
  - 1. miejsce na 1., 2. i 5. etapie
- 1. miejsce na 1. etapie Tour de Pologne
- 1. miejsce na 1. i 3. etapie Danmark Rundt
- 1. miejsce w Münsterland Giro

2023
- 1. miejsce na 5. etapie Paryż-Nicea
- 2. miejsce w Classic Brugge-De Panne
- 1. miejsce w klasyfikacji punktowej Quatre Jours de Dunkerque
  - 1. miejsce na 1. i 4. etapie
- 1. miejsce w Heistse Pijl
- 1. miejsce w ZLM Tour
  - 1. miejsce w klasyfikacji punktowej
  - 1. miejsce w klasyfikacji młodzieżowej
  - 1. miejsce na 4. etapie
- 1. miejsce na 4. etapie Tour de Pologne

## Rankingi
| Rok             | 2020 | 2021 | 2022 | 2023 | 2024 |
| --------------- | ---- | ---- | ---- | ---- | ---- |
| World Ranking   | 135. | 169. | 52.  | 30.  | 32.  |
| UCI Europe Tour | 111. | 145. | 44.  | 27.  | 26.  |
|                 |      |      |      |      |      |
| Źródło: UCI     |      |      |      |      |      |